# Twenty One Pilots/Diskografie
Diese Diskografie ist eine Übersicht über die musikalischen Werke des US-amerikanischen Musiker-Duos Twenty One Pilots. Den Schallplattenauszeichnungen zufolge hat es bisher mehr als 104,1 Millionen Tonträger verkauft, davon alleine 81,6 Millionen in der Heimat. Seine erfolgreichste Veröffentlichung ist das Lied Stressed Out mit über 19,1 Millionen verkauften Einheiten, dieses verkaufte sich alleine in Deutschland über eine Million Mal, womit es zu den meistverkauften Singles des Landes zählt.

## Alben

### Studioalben
| Jahr | Titel Musiklabel               | Höchstplatzierung, Gesamtwochen, AuszeichnungChartplatzierungen (Jahr, Titel, Musiklabel, Platzierungen, Wochen, Auszeichnungen, Anmerkungen) | Höchstplatzierung, Gesamtwochen, AuszeichnungChartplatzierungen (Jahr, Titel, Musiklabel, Platzierungen, Wochen, Auszeichnungen, Anmerkungen) | Höchstplatzierung, Gesamtwochen, AuszeichnungChartplatzierungen (Jahr, Titel, Musiklabel, Platzierungen, Wochen, Auszeichnungen, Anmerkungen) | Höchstplatzierung, Gesamtwochen, AuszeichnungChartplatzierungen (Jahr, Titel, Musiklabel, Platzierungen, Wochen, Auszeichnungen, Anmerkungen) | Höchstplatzierung, Gesamtwochen, AuszeichnungChartplatzierungen (Jahr, Titel, Musiklabel, Platzierungen, Wochen, Auszeichnungen, Anmerkungen) | Anmerkungen                                                 |
| Jahr | Titel Musiklabel               | DE | AT | CH | UK | US | Anmerkungen                                                 |
| ---- | ------------------------------ | --- | --- | --- | --- | --- | ----------------------------------------------------------- |
| 2009 | Twenty One Pilots Selbstverlag | — | — | — | — | US139 Gold · (15 Wo.)US | Erstveröffentlichung: 29. Dezember 2009 Verkäufe: + 500.000 |
| 2011 | Regional at Best Selbstverlag  | — | — | — | — | — | Erstveröffentlichung: 8. Juli 2011                          |
| 2013 | Vessel Fueled by Ramen         | — | — | — | UK39 Platin · (55 Wo.)UK | US21 ×2Doppelplatin · (167 Wo.)US | Erstveröffentlichung: 8. Januar 2013 Verkäufe: + 2.455.000  |
| 2015 | Blurryface Fueled by Ramen     | DE25 Platin · (73 Wo.)DE | AT12 Platin · (66 Wo.)AT | CH22 Platin · (68 Wo.)CH | UK5 ×2Doppelplatin · (120 Wo.)UK | US1 ×6Sechsfachplatin · (349 Wo.)US | Erstveröffentlichung: 17. Mai 2015 Verkäufe: + 7.885.000    |
| 2018 | Trench Fueled by Ramen         | DE4 (13 Wo.)DE | AT3 Gold · (19 Wo.)AT | CH4 (19 Wo.)CH | UK2 Gold · (30 Wo.)UK | US2 Platin · (64 Wo.)US | Erstveröffentlichung: 5. Oktober 2018 Verkäufe: + 1.427.500 |
| 2021 | Scaled and Icy Fueled by Ramen | DE6 (6 Wo.)DE | AT4 (8 Wo.)AT | CH4 (7 Wo.)CH | UK3 Silber · (6 Wo.)UK | US3 Gold · (14 Wo.)US | Erstveröffentlichung: 21. Mai 2021 Verkäufe: + 650.000      |
| 2024 | Clancy Fueled by Ramen         | DE1 (4 Wo.)DE | AT2 (10 Wo.)AT | CH5 (4 Wo.)CH | UK2 Silber · (5 Wo.)UK | US3 (7 Wo.)US | Erstveröffentlichung: 24. Mai 2024 Verkäufe: + 60.000       |

### Livealben
| Jahr | Titel Musiklabel                | Höchstplatzierung, Gesamtwochen, AuszeichnungChartplatzierungen (Jahr, Titel, Musiklabel, Platzierungen, Wochen, Auszeichnungen, Anmerkungen) | Höchstplatzierung, Gesamtwochen, AuszeichnungChartplatzierungen (Jahr, Titel, Musiklabel, Platzierungen, Wochen, Auszeichnungen, Anmerkungen) | Höchstplatzierung, Gesamtwochen, AuszeichnungChartplatzierungen (Jahr, Titel, Musiklabel, Platzierungen, Wochen, Auszeichnungen, Anmerkungen) | Höchstplatzierung, Gesamtwochen, AuszeichnungChartplatzierungen (Jahr, Titel, Musiklabel, Platzierungen, Wochen, Auszeichnungen, Anmerkungen) | Höchstplatzierung, Gesamtwochen, AuszeichnungChartplatzierungen (Jahr, Titel, Musiklabel, Platzierungen, Wochen, Auszeichnungen, Anmerkungen) | Anmerkungen                             |
| Jahr | Titel Musiklabel                | DE | AT | CH | UK | US | Anmerkungen                             |
| ---- | ------------------------------- | --- | --- | --- | --- | --- | --------------------------------------- |
| 2016 | Blurryface Live Fueled by Ramen | — | — | — | — | — | Erstveröffentlichung: 25. November 2016 |
| 2023 | MTV Unplugged Fueled by Ramen   | DE100 (1 Wo.)DE | — | — | — | US147 (1 Wo.)US | Erstveröffentlichung: 21. April 2023    |

### EPs
| Jahr | Titel Musiklabel                               | Höchstplatzierung, Gesamtwochen, AuszeichnungChartplatzierungen (Jahr, Titel, Musiklabel, Platzierungen, Wochen, Auszeichnungen, Anmerkungen) | Höchstplatzierung, Gesamtwochen, AuszeichnungChartplatzierungen (Jahr, Titel, Musiklabel, Platzierungen, Wochen, Auszeichnungen, Anmerkungen) | Höchstplatzierung, Gesamtwochen, AuszeichnungChartplatzierungen (Jahr, Titel, Musiklabel, Platzierungen, Wochen, Auszeichnungen, Anmerkungen) | Höchstplatzierung, Gesamtwochen, AuszeichnungChartplatzierungen (Jahr, Titel, Musiklabel, Platzierungen, Wochen, Auszeichnungen, Anmerkungen) | Höchstplatzierung, Gesamtwochen, AuszeichnungChartplatzierungen (Jahr, Titel, Musiklabel, Platzierungen, Wochen, Auszeichnungen, Anmerkungen) | Anmerkungen                             |
| Jahr | Titel Musiklabel                               | DE | AT | CH | UK | US | Anmerkungen                             |
| ---- | ---------------------------------------------- | --- | --- | --- | --- | --- | --------------------------------------- |
| 2009 | Johnny Boy Selbstverlag                        | — | — | — | — | — | Erstveröffentlichung: 4. Mai 2009       |
| 2012 | Three Songs Fueled by Ramen                    | — | — | — | — | — | Erstveröffentlichung: 17. Juli 2012     |
| 2013 | Migraine Fueled by Ramen                       | — | — | — | — | — | Erstveröffentlichung: 14. Juni 2013     |
| 2013 | Holding on to You Fueled by Ramen              | — | — | — | — | — | Erstveröffentlichung: 16. August 2013   |
| 2014 | Quiet Is Violent Fueled by Ramen               | — | — | — | — | — | Erstveröffentlichung: 1. August 2014    |
| 2015 | The LC LP Fueled by Ramen                      | — | — | — | — | — | Erstveröffentlichung: 18. April 2015    |
| 2016 | Double Sided Fueled by Ramen                   | — | — | — | — | — | Erstveröffentlichung: 16. April 2016    |
| 2016 | TOPxMM (The Mutemath Sessions) Selbstverlag    | — | — | — | — | US161 (1 Wo.)US | Erstveröffentlichung: 19. Dezember 2016 |
| 2018 | Jumpsuit / Nico and the Niners Fueled by Ramen | — | — | — | — | — | Erstveröffentlichung: 11. Juli 2018     |
| 2018 | Triplet EP Fueled by Ramen                     | — | — | — | — | — | Erstveröffentlichung: 5. Oktober 2018   |
| 2021 | Location Sessions Fueled by Ramen              | — | — | — | — | US186 (1 Wo.)US | Erstveröffentlichung: 12. Juni 2021     |

## Singles
| Jahr | Titel Album                                 | Höchstplatzierung, Gesamtwochen, AuszeichnungChartplatzierungen (Jahr, Titel, Album, Platzierungen, Wochen, Auszeichnungen, Anmerkungen) | Höchstplatzierung, Gesamtwochen, AuszeichnungChartplatzierungen (Jahr, Titel, Album, Platzierungen, Wochen, Auszeichnungen, Anmerkungen) | Höchstplatzierung, Gesamtwochen, AuszeichnungChartplatzierungen (Jahr, Titel, Album, Platzierungen, Wochen, Auszeichnungen, Anmerkungen) | Höchstplatzierung, Gesamtwochen, AuszeichnungChartplatzierungen (Jahr, Titel, Album, Platzierungen, Wochen, Auszeichnungen, Anmerkungen) | Höchstplatzierung, Gesamtwochen, AuszeichnungChartplatzierungen (Jahr, Titel, Album, Platzierungen, Wochen, Auszeichnungen, Anmerkungen) | Anmerkungen                                                    |
| Jahr | Titel Album                                 | DE | AT | CH | UK | US | Anmerkungen                                                    |
| ---- | ------------------------------------------- | --- | --- | --- | --- | --- | -------------------------------------------------------------- |
| 2012 | Holding on to You Vessel                    | — | — | — | UK— SilberUK | US— ×2DoppelplatinUS | Erstveröffentlichung: 11. September 2012 Verkäufe: + 2.250.000 |
| 2012 | Guns for Hands Vessel                       | — | — | — | — | US— PlatinUS | Erstveröffentlichung: 26. Dezember 2012 Verkäufe: + 1.000.000  |
| 2013 | Lovely Vessel                               | — | — | — | — | — | Erstveröffentlichung: 17. April 2013                           |
| 2013 | House of Gold Vessel                        | — | — | — | UK— SilberUK | US— ×2DoppelplatinUS | Erstveröffentlichung: 6. August 2013 Verkäufe: + 2.315.000     |
| 2013 | Fake You Out Vessel                         | — | — | — | — | US— GoldUS | Erstveröffentlichung: 15. September 2013 Verkäufe: + 500.000   |
| 2014 | Car Radio Vessel                            | — | — | — | UK— GoldUK | US— ×3DreifachplatinUS | Erstveröffentlichung: 18. März 2014 Verkäufe: + 3.665.000      |
| 2015 | Fairly Local Blurryface                     | — | — | — | UK— SilberUK | US84 Platin · (1 Wo.)US | Erstveröffentlichung: 17. März 2015 Verkäufe: + 1.295.000      |
| 2015 | Tear in My Heart Blurryface                 | — | — | — | UK— GoldUK | US82 ×3Dreifachplatin · (5 Wo.)US | Erstveröffentlichung: 6. April 2015 Verkäufe: + 3.760.000      |
| 2015 | Lane Boy Blurryface                         | — | — | — | UK— SilberUK | US— ×2DoppelplatinUS | Erstveröffentlichung: 4. Mai 2015 Verkäufe: + 1.365.000        |
| 2015 | Stressed Out Blurryface                     | DE3 Diamant · (46 Wo.)DE | AT2 ×2Doppelplatin · (39 Wo.)AT | CH2 ×2Doppelplatin · (60 Wo.)CH | UK12 ×3Dreifachplatin · (47 Wo.)UK | US2 ×3Diamant + Dreifachplatin · (52 Wo.)US                                                                                              | Erstveröffentlichung: 10. November 2015 Verkäufe: + 19.173.333 |
| 2016 | Ride Blurryface                             | DE21 Platin · (24 Wo.)DE | AT7 Platin · (28 Wo.)AT | CH22 Platin · (32 Wo.)CH | UK47 ×2Doppelplatin · (22 Wo.)UK | US5 Diamant · (39 Wo.)US | Erstveröffentlichung: 12. April 2016 Verkäufe: + 13.853.333    |
| 2016 | Heathens Suicide Squad: The Album           | DE9 ×3Dreifachgold · (37 Wo.)DE | AT4 Platin · (35 Wo.)AT | CH3 Platin · (42 Wo.)CH | UK5 ×3Dreifachplatin · (36 Wo.)UK | US2 Diamant + Platin · (39 Wo.)US | Erstveröffentlichung: 16. Juni 2016 Verkäufe: + 15.903.333     |
| 2016 | Heavydirtysoul Blurryface                   | — | — | — | UK— GoldUK | US— ×2DoppelplatinUS | Erstveröffentlichung: 9. Dezember 2016 Verkäufe: + 2.620.000   |
| 2018 | Jumpsuit Trench                             | — | AT66 (1 Wo.)AT | — | UK50 Silber · (4 Wo.)UK | US50 Platin · (4 Wo.)US | Erstveröffentlichung: 11. Juli 2018 Verkäufe: + 1.325.000      |
| 2018 | Nico and the Niners Trench                  | — | — | — | UK88 (1 Wo.)UK | US79 Gold · (2 Wo.)US | Erstveröffentlichung: 11. Juli 2018 Verkäufe: + 550.000        |
| 2018 | Levitate Trench                             | — | — | — | — | US— GoldUS | Erstveröffentlichung: 8. August 2018 Verkäufe: + 500.000       |
| 2018 | My Blood Trench                             | — | — | — | UK62 Silber · (2 Wo.)UK | US81 Platin · (1 Wo.)US | Erstveröffentlichung: 27. August 2018 Verkäufe: + 1.290.000    |
| 2019 | Chlorine Trench                             | — | AT37 (5 Wo.)AT | CH82 (1 Wo.)CH | UK— GoldUK | US— PlatinUS | Erstveröffentlichung: 22. Januar 2019 Verkäufe: + 1.835.000    |
| 2019 | The Hype Trench                             | — | — | — | — | US— GoldUS | Erstveröffentlichung: 16. Juli 2019 Verkäufe: + 540.000        |
| 2020 | Level of Concern –                          | — | AT42 (2 Wo.)AT | CH85 (1 Wo.)CH | UK42 Silber · (11 Wo.)UK | US23 Platin · (11 Wo.)US | Erstveröffentlichung: 9. April 2020 Verkäufe: + 1.345.000      |
| 2020 | Christmas Saves the Year –                  | DE— aDE | — | — | — | — | Erstveröffentlichung: 8. Dezember 2020                         |
| 2021 | Shy Away Scaled and Icy                     | DE— bDE | AT57 (1 Wo.)AT | CH90 (1 Wo.)CH | UK56 (4 Wo.)UK | US87 Gold · (1 Wo.)US | Erstveröffentlichung: 7. April 2021 Verkäufe: + 580.000        |
| 2021 | Choker Scaled and Icy                       | — | — | — | UK88 (1 Wo.)UK | — | Erstveröffentlichung: 30. April 2021                           |
| 2021 | Saturday Scaled and Icy                     | — | — | — | UK97 (1 Wo.)UK | US— GoldUS | Erstveröffentlichung: 18. Mai 2021 Verkäufe: + 520.000         |
| 2021 | The Outside Scaled and Icy                  | — | — | — | — | — | Erstveröffentlichung: 24. November 2021                        |
| 2024 | Overcompensate Clancy                       | — | — | — | UK34 (2 Wo.)UK | US64 (1 Wo.)US | Erstveröffentlichung: 1. März 2024                             |
| 2024 | Next Semester Clancy                        | — | — | — | — | — | Erstveröffentlichung: 27. März 2024                            |
| 2024 | Backslide Clancy                            | — | — | — | — | — | Erstveröffentlichung: 25. April 2024                           |
| 2024 | The Craving Clancy                          | — | — | — | UK66 (2 Wo.)UK | US83 (1 Wo.)US | Erstveröffentlichung: 22. Mai 2024                             |
| 2024 | The Line Arcane League of Legends: Season 2 | — | — | — | UK87 (1 Wo.)UK | — | Erstveröffentlichung: 22. November 2024                        |
| 2025 | Doubt Blurryface                            | DE85 (1 Wo.)DE | AT45 (2 Wo.)AT | CH56 (3 Wo.)CH | — | — | Erstveröffentlichung: 9. April 2025                            |
| 2025 | The Contract –                              | — | — | — | UK33 (1 Wo.)UK | — | Erstveröffentlichung: 12. Juni 2025                            |
| 2025 | Drum Show –                                 | — | — | — | — | — | Erstveröffentlichung: 18. August 2025                          |

## Musikvideos
| Jahr | Titel                     | Regie                     |
| ---- | ------------------------- | ------------------------- |
| 2011 | Forest                    | Mark C. Eshleman          |
| 2012 | Goner                     | Mark C. Eshleman          |
| 2012 | Holding on to You         | Jordan Bahat              |
| 2012 | House of Gold             | Mark C. Eshleman          |
| 2013 | Guns for Hands            | Mark C. Eshleman          |
| 2013 | Car Radio                 | Mark C. Eshleman          |
| 2013 | Lovely                    | Mark C. Eshleman          |
| 2013 | House of Gold             | Warren Kommers            |
| 2013 | Migraine                  | Mark C. Eshleman          |
| 2013 | Truce                     | Mark C. Eshleman          |
| 2014 | Ode to Sleep              | Mark C. Eshleman          |
| 2015 | Fairly Local              | Mark C. Eshleman          |
| 2015 | Tear in My Heart          | Marc Klasfeld             |
| 2015 | Stressed Out              | Mark C. Eshleman          |
| 2015 | Lane Boy                  | Mark C. Eshleman          |
| 2015 | Ride                      | Mark C. Eshleman          |
| 2016 | Heathens                  | Andrew Donoho             |
| 2017 | Heavydirtysoul            | Andrew Donoho             |
| 2018 | Jumpsuit                  | Andrew Donoho             |
| 2018 | Nico and the Niners       | Andrew Donoho             |
| 2018 | Levitate                  | Andrew Donoho             |
| 2018 | My Blood                  | Tim Mattia                |
| 2019 | Chlorine                  | Mark C. Eshleman          |
| 2019 | The Hype                  | Andrew Donoho             |
| 2019 | The Hype (Vertical Video) | [ 5 ]                     |
| 2020 | Level of Concern          | Reel Bear Media           |
| 2021 | Shy Away                  | Miles Cable, Aj Favicchio |

## Promoveröffentlichungen
Promo-Singles

| Jahr | Titel Album                                  | Höchstplatzierung, Gesamtwochen, AuszeichnungChartplatzierungen (Jahr, Titel, Album, Platzierungen, Wochen, Auszeichnungen, Anmerkungen) | Höchstplatzierung, Gesamtwochen, AuszeichnungChartplatzierungen (Jahr, Titel, Album, Platzierungen, Wochen, Auszeichnungen, Anmerkungen) | Höchstplatzierung, Gesamtwochen, AuszeichnungChartplatzierungen (Jahr, Titel, Album, Platzierungen, Wochen, Auszeichnungen, Anmerkungen) | Höchstplatzierung, Gesamtwochen, AuszeichnungChartplatzierungen (Jahr, Titel, Album, Platzierungen, Wochen, Auszeichnungen, Anmerkungen) | Höchstplatzierung, Gesamtwochen, AuszeichnungChartplatzierungen (Jahr, Titel, Album, Platzierungen, Wochen, Auszeichnungen, Anmerkungen) | Anmerkungen                                                                                 |
| Jahr | Titel Album                                  | DE | AT | CH | UK | US | Anmerkungen                                                                                 |
| ---- | -------------------------------------------- | --- | --- | --- | --- | --- | ------------------------------------------------------------------------------------------- |
| 2012 | Ode to Sleep Vessel                          | — | — | — | — | US— PlatinUS | Erstveröffentlichung: 2012 Verkäufe: + 1.000.000                                            |
| 2013 | Migraine Vessel                              | — | — | — | UK— SilberUK | US— PlatinUS | Erstveröffentlichung: 2013 Verkäufe: + 1.250.000                                            |
| 2016 | We Don't Believe What's on TV Blurryface     | — | — | — | — | US— PlatinUS | Erstveröffentlichung: 17. Mai 2016 Verkäufe: + 1.000.000                                    |
| 2016 | Cancer Rock Sound Presents: The Black Parade | — | — | — | UK93 (1 Wo.)UK | US91 Gold · (1 Wo.)US | Erstveröffentlichung: 14. September 2016 Verkäufe: + 500.000; Original: My Chemical Romance |
| 2018 | Morph Trench                                 | — | — | — | UK67 (1 Wo.)UK | US— GoldUS | Erstveröffentlichung: 5. Oktober 2018 Verkäufe: + 540.000                                   |

## Statistik

### Chartauswertung
|                     | DE    | AT    | CH    | UK    | US    |
| ------------------- | ----- | ----- | ----- | ----- | ----- |
| Nummer-eins-Alben   | DE1DE | AT—AT | CH—CH | UK—UK | US1US |
| Top-10-Alben        | DE3DE | AT3AT | CH3CH | UK4UK | US3US |
| Alben in den Charts | DE5DE | AT4AT | CH4CH | UK5UK | US7US |

|                       | DE    | AT    | CH    | UK     | US     |
| --------------------- | ----- | ----- | ----- | ------ | ------ |
| Nummer-eins-Singles   | DE—DE | AT—AT | CH—CH | UK—UK  | US—US  |
| Top-10-Singles        | DE2DE | AT3AT | CH2CH | UK1UK  | US3US  |
| Singles in den Charts | DE4DE | AT8AT | CH7CH | UK16UK | US13US |

### Auszeichnungen für Musikverkäufe
Die Lieder Polarize, Doubt, Message Man sowie The Judge wurden nicht als Single veröffentlicht, noch konnten sie sich in den Charts platzieren, erhielten jedoch eine Platin-Schallplatte in den Vereinigten Staaten und Kanada. The Judge zusätzlich noch eine Silberne Schallplatte in Großbritannien Semi-Automatic, Screen, The Run and Go, Trees, Truce, Hometown, Not Today, Goner und Migraine erhielten zudem in den Vereinigten Staaten eine Goldene Schallplatte, letzteres eine Platin-Schallplatte.
| Land/RegionAuszeichnungen für Musikverkäufe (Land/Region, Auszeichnungen, Verkäufe, Quellen) | Silber       | Gold       | Platin         | Diamant       | Verkäufe   | Quellen              |
| -------------------------------------------------------------------------------------------- | ------------ | ---------- | -------------- | ------------- | ---------- | -------------------- |
| Argentinien (CAPIF)                                                                          | —            | Gold1      | Platin1        | —             | 30.000     | Einzelnachweise      |
| Australien (ARIA)                                                                            | —            | 10× Gold10 | 19× Platin19   | —             | 1.680.000  | aria.com.au          |
| Belgien (BRMA)                                                                               | —            | —          | 4× Platin4     | —             | 120.000    | ultratop.be          |
| Brasilien (PMB)                                                                              | —            | 2× Gold2   | 6× Platin6     | —             | 280.000    | pro-musicabr.org.br  |
| Dänemark (IFPI)                                                                              | —            | 2× Gold2   | 7× Platin7     | —             | 510.000    | ifpi.dk              |
| Deutschland (BVMI)                                                                           | —            | Gold1      | 3× Platin3     | Diamant1      | 2.200.000  | musikindustrie.de    |
| Finnland (IFPI)                                                                              | —            | Gold1      | 3× Platin3     | —             | 130.000    | Einzelnachweise      |
| Frankreich (SNEP)                                                                            | —            | 2× Gold2   | —              | 3× Diamant3   | 949.999    | snepmusique.com      |
| Italien (FIMI)                                                                               | —            | 3× Gold3   | 12× Platin12   | —             | 700.000    | fimi.it              |
| Kanada (MC)                                                                                  | —            | 8× Gold8   | 34× Platin34   | 2× Diamant2   | 4.640.000  | musiccanada.com      |
| Mexiko (AMPROFON)                                                                            | —            | 3× Gold3   | Platin1        | —             | 150.000    | amprofon.com.mx      |
| Neuseeland (RMNZ)                                                                            | —            | 3× Gold3   | 24× Platin24   | —             | 675.000    | radioscope.co.nz NZ2 |
| Niederlande (NVPI)                                                                           | —            | 2× Gold2   | 4× Platin4     | Diamant1      | 460.000    | nvpi.nl              |
| Norwegen (IFPI)                                                                              | —            | Gold1      | 4× Platin4     | —             | 185.000    | ifpi.no              |
| Österreich (IFPI)                                                                            | —            | Gold1      | 5× Platin5     | —             | 142.500    | ifpi.at              |
| Polen (ZPAV)                                                                                 | —            | 11× Gold11 | 14× Platin14   | 3× Diamant3   | 840.000    | olis.pl              |
| Portugal (AFP)                                                                               | —            | 2× Gold2   | 8× Platin8     | —             | 90.000     | Einzelnachweise      |
| Schweden (IFPI)                                                                              | —            | Gold1      | 5× Platin5     | —             | 220.000    | sverigetopplistan.se |
| Schweiz (IFPI)                                                                               | —            | —          | 5× Platin5     | —             | 120.000    | hitparade.ch         |
| Singapur (RIAS)                                                                              | —            | Gold1      | —              | —             | 5.000      | rias.org.sg          |
| Spanien (Promusicae)                                                                         | —            | —          | 7× Platin7     | —             | 420.000    | elportaldemusica.es  |
| Vereinigte Staaten (RIAA)                                                                    | —            | 16× Gold16 | 45× Platin45   | 3× Diamant3   | 82.200.000 | riaa.com             |
| Vereinigtes Königreich (BPI)                                                                 | 13× Silber13 | 5× Gold5   | 9× Platin9     | —             | 8.520.000  | bpi.co.uk            |
| Insgesamt                                                                                    | 13× Silber13 | 76× Gold76 | 220× Platin220 | 13× Diamant13 |            |                      |